# Attenuazione specifica
In fisica il termine attenuazione specifica indica il rapporto tra attenuazione totale subita da un fenomeno fisico che si propaga nello spazio (ad esempio un'onda o un segnale) e la lunghezza del percorso coperto. In altre parole essa esprime il tasso di attenuazione nell'unità di spazio percorso ed è tale quindi che moltiplicato per lo spazio totale percorso fornisce l'attenuazione totale. Tale tasso può essere costante oppure variare puntualmente lungo il percorso: in quest'ultimo caso l'attenuazione totale si ottiene integrando la funzione di attenuazione specifica lungo il percorso totale. L'unità di misura è dunque il DB/km.